# Mlakovečki
Mlakovečki, (na mađarskom: Malakóczi, u nekim izvorima Malakoczy), hrvatska plemićka obitelj koja je vukla podrijetlo iz Ugarske, a svoj je zenit dosegla tijekom 16. i 17. stoljeća.

## Obiteljska povijest
Obitelj je bila nositelj barunske titule i imala svoje posjede na više mjesta u Hrvatskoj, od Međimurja, preko Hrvatskog zagorja do okolice Zagreba, među kojima i utvrde i dvorce Lapšinu, Opeku, Oroslavje i Stubički Golubovec. Pripadnici obitelji bili su rodbinski vezani sa znamenitom hrvatskom velikaškom obitelji Zrinski, a poznati su i kao pristaše protestantizma. Imali su posjede i u Prekmurju, u susjednoj Sloveniji.
Najpoznatiji članovi obitelji bili su:
- Ivan, spominje se 1540.
- Nikola I. (*1547; †1603.)
- Nikola II. (susedgradski), spominje se 1614, 1618. i 1635.
- Nikola III., spominje se 1667.

### Mlakovečki u Međimurju
U Međimurju se Mlakovečki javljaju 4. ožujka 1540. godine, kada Gašpar Ernušt, feudalni gospodar tog najsjevernijeg hrvatskog kraja, prodaje Ivanu (Simoniću) Mlakovečkom cijelo imanje Jurovec, jedno selište na posjedu Lapšina i vinograd na Očkovskom brijegu. Kako to navodi povjesničar mr. Vladimir Kalšan u svojoj knjizi „Međimurska povijest“, prema kupoprodajnom ugovoru Ivan Simonić Mlakovečki stupio je u trajno vlasništvo posjeda. Hrvatsko-ugarski kralj Ferdinand I. Habsburški, u dva je navrata kasnije, 1552. i 1554. godine, potvrdio Mlakovečkom pravo na taj posjed.
Ta je činjenica važna, jer je u međuvremenu (od 1546.) gospodar Međimurja postao Nikola Šubić Zrinski, jedan od tadašnjih najmoćnijih hrvatskih velikaša i budući branitelj Sigeta, pa su Mlakovečki i Zrinski koegzistirali kao susjedi. Obitelj Zrinski je preuzela Međimurje nakon burnih događaja u prvoj polovici četrdesetih godina 16. stoljeća, kada je 1541. godine izumrla obitelj Ernušt.
Nikola I. Mlakovečki iz sljedećeg naraštaja te obitelji bio je u vrlo dobrim odnosima s Jurjem IV. Zrinskim, sinom sigetskog junaka i vlasnikom najvećeg dijela Međimurja u drugoj polovici 16. stoljeća. Povjesničari dapače drže da je on nagovorio Zrinskog da intenzivno širi protestantizam na svojim imanjima. Bio je poznat kao gospodar Gradiščaka i Lapšine, a godine 1597. kupio je od Jurja Zrinskog više selišta na sjeveru Međimurja, i to na području  Bukovja, Žabnika, Vratišinca i Novakovca, te tako povećao svoje posjede. Na lapšinskom posjedu je tijekom druge polovice 16. stoljeća izgradio nov moderan dvorac (prema nekim izvorima igradio ga je Juraj IV. Zrinski).
Za Nikolu I. se govorilo da je bio čovjek izuzetne fizičke snage i neustrašivosti. Zapovijedao je vojnim postrojbama u južnoj Ugarskoj i istaknuo se u bitkama protiv Turaka. U narodu još uvijek postoji živa legenda o nesretnoj ljubavi između njega i katolkinje Izabele Petroci. Nakon smrti pokopan je u Svetom Martinu na Muri, a njegova nadgrobna ploča danas se nalazi u prostorima Muzeja Međimurja u Čakovcu. 

### Mlakovečki u drugim krajevima Hrvatske
Tijekom vremena obitelj je stekla nove posjede i postajala sve bogatija, pa je tako Nikolin sin Nikola II. barun Susedgradski slovio kao najbogatiji i najugledniji hrvatski plemić protestantske vjere. Kad je krajem 1626. godine u okolici Bratislave u današnjoj Slovačkoj umro (najvjerojatnije otrovan) mladi hrvatski ban Juraj V. Zrinski, Nikola II. oženio se njegovom udovicom groficom Magdalenom Széchy. Dvojicu njezinih maloljetnih sinova, buduće znamenite hrvatske banove, Nikolu i Petra Zrinskog, preuzeli su tada skrbnici.
U vlasništvu obitelji Mlakovečki u 17. stoljeću bili su posjedi Susedgrad, Opeka, Oroslavje i Stubički Golubovec. 
Nikola III., nasljednik Nikole II., spominje se 1667. godine, a nakon njegove smrti u povijesnim izvorima nema više podataka o toj obitelji.  

## Unutarnje poveznice
- Barun Nikola Mlakovečki – izaslanik Hrvatskog sabora u Požunu 1618. godine (Rudolf Horvat: „Povijest Hrvatske“)
- Nikola Mlakovečki, član „Vlaške komisije“ Hrvatskog sabora (Rudolf Horvat: „Povijest Hrvatske“)

## Vanjske poveznice
- Mlakovečki – gospodari Susedgrada
- Nikola – legendarni međimurski vlastelin i gospodar Lapšinskog dvorca  Arhivirana inačica izvorne stranice od 31. srpnja 2010. (Wayback Machine)
- Nikola Mlakovački – pristaša reformacije na tlu Hrvatske  Arhivirana inačica izvorne stranice od 27. siječnja 2010. (Wayback Machine)
- Vinički posjed u Hrvatskom zagorju bio je neko vrijeme u rukama Mlakovečkih[neaktivna poveznica]